# Dominika Peczynski
Dominika Peczynski (née le 20 septembre 1970 à Varsovie) est une chanteuse polono-suédoise.

## Biographie
Peczynski naît dans une famille juive polonaise. Elle arrive en Suède depuis la Pologne en 1977, à l'âge de sept ans, croyant qu'elle partait en vacances au soleil en Grèce. Enfant, elle va à l'école juive Hillelskolan et plus tard au lycée Östra Real à Stockholm. À 19 ans, elle s'enfuit avec un ami en Israël et travaillé comme gérante d'un bar. Pendant un certain temps, Peczynski est serveuse au restaurant Tyrol à Stockholm.

## Carrière
Peczynski devient membre du groupe de musique Army of Lovers en 1992, lorsqu'elle fait ses débuts avec la chanson Hasta Mañana, qui est une reprise d'une chanson d'ABBA. Elle connaissait déjà Jean-Pierre Barda, parce qu'ils étaient de la même école, et elle avait travaillé comme mannequin pour Camilla Thulin, la costumière du groupe. De 2005 à 2007, elle chante dans le duo synthpop Nouveau Riche.
Après la dissolution du groupe en 1996, Peczynski est animatrice de TV3 et Kanal 5, dans plusieurs programmes télévisés différents, ainsi qu'à la télévision étrangère, comme Tutti Frutti ou The Big E, diffusée au Royaume-Uni.
En 1998, elle pose nue pour l'édition scandinave de Playboy.
Avec la dramaturge Martina Montelius, qu'elle rencontre lors du jeu télévisé På spåret, Peczynski crée le podcast Radio Free Martinika. Lors de la tournée d'audition du télé-crochet Idol 2015, Peczynski est l'assistante d'Alexander Bard dans le jury. En 2017, elle est l'une des candidates de Let's Dance.
Peczynski fonde le site Internet Lovesearch.com en 1998, qui devient le plus grand site de rencontres dans les pays nordiques puis est vendu à Match.com. En avril 2011, Peczynski est présidente de la Suède pour le site norvégien pour personnes infidèles Victoria Milan. Peczynski dirige l'agence de relations publiques Mafioso PR à Stockholm et est chroniqueuse dans Aftonbladet.
En septembre 2021, Peczynski annonce qu'elle est candidate Les Libéraux aux élections législatives suédoises de 2022.

## Vie privée
Elle a deux enfants : une fille, Hannah Sabina Edna Bahri (née le 1er août 2000) avec Claes Bahri, et un fils Harry Bartal (né le 8 août 2011) avec Yoav Bartal. À partir de 2015, Peczynski entretient une relation avec l'ancien ministre suédois des Finances Anders Borg. Ils se marient le 3 novembre 2018. Le 22 juin 2022, Peczynski annonce qu'elle et Borg demandent le divorce immédiatement.